# 卡米亞納巴爾卡 (佩爾沃邁斯基區)
48°1′34″N 30°43′1″E / 48.02611°N 30.71694°E
卡米亞納巴爾卡（烏克蘭語：Кам'яна Балка）是位於烏克蘭南部尼古拉耶夫州裏五一城區的村莊，始建於1780年，面積0.02平方公里，海拔高度107米，2001年人口738，人口密度每平方公里49,200人。